# The Voice van Vlaanderen (seizoen 6)
Het zesde seizoen van The Voice van Vlaanderen vond plaats in 2019. Er werden enkele wijzigingen doorgevoerd in de wedstrijd waaronder een nieuwe fase na de Blind auditions: de Knockouts. Het seizoen werd door de tweede maal gewonnen door coach Koen Wauters, dit keer met zijn kandidaat Ibe.

## Blind auditions
| Coach     | Alex Callier           | Natalia                 | Koen Wauters           | Bart Peeters        |
| --------- | ---------------------- | ----------------------- | ---------------------- | ------------------- |
| Deelnemer | Nisrine Rabhioui Simon | Benjamin Coveliers      | Sophie Hendrickx       | Iosune Van Camp     |
| Deelnemer | Charline D'Hoore       | Miroslav Gabor          | Amy Yinkore            | Tars Van Haecke     |
| Deelnemer | Fee Loobuyck           | Elien Cauwelier         | Brad Flies             | Wannes Beernaert    |
| Deelnemer | Manuel Rufo Molero     | Eva Pottschien          | Leen Ceurvelts         | Karim Lequenne      |
| Deelnemer | Leona Vlachakis        | Luna Rufo Molero        | Somalia Williamson     | Bram De Mets        |
| Deelnemer | Glen Vanlangenaker     | Giovanni Lavella        | Andy Demaiffe          | Petra Hessing       |
| Deelnemer | Matthias Kruger        | Jennifer Berton         | Vanessa Issa           | Dina Boshra         |
| Deelnemer | Milou Van Poppel       | Stefaan Baert           | Ann Martens            | Wim Van Gennip      |
| Deelnemer | Margarita Spirina      | Piet Kellers            | Jobe Smetane Wagner    | Wilma Peeters       |
| Deelnemer | Tasha Nuyens           | Jazz-Lynn Vanhemelrijck | Charlotte Verdick      | Andy De Koker       |
| Deelnemer | Christophe Leenknecht  | Daria van Bael          | Celina Sanchez Moreno  | Elise Kinget        |
| Deelnemer | Magnolia Pinto         | Moira Arnone            | Wannes Lacroix         | Emily Vannes        |
| Deelnemer | Rachel Ververs         | Peter De Roeck          | Robin De La Ruelle     | Samuel Mambu Nzinga |
| Deelnemer | Charlotte Nutkens      | Nick Beernaert          | Ibe Wuyts              | Brent Redant        |
| Deelnemer | Zeyneb Benmammar       | Moran Mianque           | Rune Van Den Notenlaer | Maxim Frankish      |

## Knockouts
|   | Coach        | Artiest                 | Lied                     | Resultaat                  |
| - | ------------ | ----------------------- | ------------------------ | -------------------------- |
| 1 | Koen Wouters | Jobe Smetane Wagner     | Sweet Dreams             | Geëlimineerd               |
| 2 | Koen Wouters | Leen Ceurvelts          | Riptide                  | Geëlimineerd               |
| 3 | Koen Wouters | Rune Van Den Notenlaer  | If I Needed You          | Door naar de battles       |
| 1 | Natalia      | Moran Mianque           | Teenage Fantasy          | Geëlimineerd               |
| 2 | Natalia      | Eva Pottschien          | When I Was Your Man      | Geëlimineerd               |
| 3 | Natalia      | Jazz-Lynn Vanhemelrijck | Don't Let Go             | Door naar de battles       |
| 1 | Alex Callier | Christophe Leenknecht   | Pony                     | Door naar de battles       |
| 2 | Alex Callier | Leona Vlachakis         | Mercy                    | Geëlimineerd               |
| 3 | Alex Callier | Magnolia Pinto          | Heartburn                | Geëlimineerd               |
| 1 | Bart Peeters | Elise Kinget            | Oceans                   | Gesteald door Alex Callier |
| 2 | Bart Peeters | Samuel Mambu Nzinga     | Stitches                 | Door naar de battles       |
| 3 | Bart Peeters | Dina Boshra             | Delay                    | Geëlimineerd               |
| 1 | Koen Wouters | Sophie Hendrickx        | Johnny's Got A Boom Boom | Geëlimineerd               |
| 2 | Koen Wouters | Robin De La Ruelle      | Vienna                   | Geëlimineerd               |
| 3 | Koen Wouters | Ibe Wuyts               | Fade                     | Door naar de battles       |
| 1 | Bart Peeters | Andy De Koker           | You Give Love A Bad Name | Geëlimineerd               |
| 2 | Bart Peeters | Brent Redant            | The Way You Make Me Feel | Geëlimineerd               |
| 3 | Bart Peeters | Wim Van Gennip          | When A Blind Man Cries   | Door naar de battles       |

|   | Coach        | Artiest               | Lied                 | Resultaat                  |
| - | ------------ | --------------------- | -------------------- | -------------------------- |
| 1 | Alex Callier | Manuel Rufo Molero    | Paint it, black      | Geëlimineerd               |
| 2 | Alex Callier | Zeyneb Benmammar      | Sexual healing       | Geëlimineerd               |
| 3 | Alex Callier | Margarita Spirina     | Beggin’              | Door naar de battles       |
| 1 | Natalia      | Luna Rufo Molero      | Jar of hearts        | Geëlimineerd               |
| 2 | Natalia      | Daria van Bael        | Goodbye my lover     | Door naar de battles       |
| 3 | Natalia      | Moira Arnone          | Bruises              | Geëlimineerd               |
| 1 | Koen Wouters | Andy Demaiffe         | Hometown glory       | Geëlimineerd               |
| 2 | Koen Wouters | Brad Flies            | Say you won’t let go | Door naar de battles       |
| 3 | Koen Wouters | Charlotte Verdick     | Where I sleep        | Geëlimineerd               |
| 1 | Bart Peeters | Iosune Van Camp       | Valerie              | Geëlimineerd               |
| 2 | Bart Peeters | Bram De Mets          | Dirty rain           | Door naar de battles       |
| 3 | Bart Peeters | Wilma Peeters         | Hallelujah           | Geëlimineerd               |
| 1 | Natalia      | Peter De Roeck        | Little monster       | Geëlimineerd               |
| 2 | Natalia      | Stefaan Baert         | Next to me           | Geëlimineerd               |
| 3 | Natalia      | Benjamin Coveliers    | Domino               | Door naar de battles       |
| 1 | Alex Callier | Tasha Nuyens          | I Wanna Be Yours     | Gesteald door Koen Wouters |
| 2 | Alex Callier | Rachel Ververs        | How Will I Know      | Gesteald door Bart Peeters |
| 3 | Alex Callier | Charlotte Nutkens     | Bad                  | Door naar de battles       |
| 1 | Koen Wouters | Ann Martens           | Piece By Piece       | Geëlimineerd               |
| 2 | Koen Wouters | Wannes Lacroix        | Drunk In Love        | Door naar de battles       |
| 3 | Koen Wouters | Celina Sanchez Moreno | Vole                 | Geëlimineerd               |

|   | Coach        | Artiest                | Lied                        | Resultaat             |
| - | ------------ | ---------------------- | --------------------------- | --------------------- |
| 1 | Alex Callier | Charline D'Hoore       | Genius                      | Geëlimineerd          |
| 2 | Alex Callier | Matthias Kruger        | Breathing                   | Geëlimineerd          |
| 3 | Alex Callier | Nisrine Rabhioui Simon | Lost on you                 | Door naar de battles  |
| 1 | Natalia      | Piet Kellers           | Easy                        | Geëlimineerd          |
| 2 | Natalia      | Miroslav Gabor         | Hello                       | Door naar de battles  |
| 3 | Natalia      | Giovanni Lavella       | Gente Di Mare               | Geëlimineerd          |
| 1 | Bart Peeters | Maxim Frankish         | Skin                        | Geëlimineerd          |
| 2 | Bart Peeters | Karim Lequenne         | Bittersweet Symphony        | Door naar de battles  |
| 3 | Bart Peeters | Emily Vannes           | 2002                        | Geëlimineerd          |
| 1 | Koen Wouters | Vanessa Issa           | I Want to know what love is | Geëlimineerd          |
| 2 | Koen Wouters | Amy Yinkore            | Let Praises Rise            | Door naar de battles  |
| 3 | Koen Wouters | Somalia Williamson     | When You believe            | Geëlimineerd          |
| 1 | Alex Callier | Fee Loobuyck           | Sweet & Sour                | Gesteald door Natalia |
| 2 | Alex Callier | Milou Van Poppel       | Let it go                   | Geëlimineerd          |
| 3 | Alex Callier | Glen Vanlangenaker     | Wrecking Ball               | Door naar de battles  |
| 1 | Bart Peeters | Tars Van Haecke        | Envoi                       | Geëlimineerd          |
| 2 | Bart Peeters | Wannes Beernaert       | Candy                       | Geëlimineerd          |
| 3 | Bart Peeters | Petra Hessing          | Make You a Believer         | Door naar de battles  |
| 1 | Natalia      | Nick Beernaert         | The Dolphin's cry           | Geëlimineerd          |
| 2 | Natalia      | Elien Cauwelier        | Bring me to life            | Door naar de battles  |
| 3 | Natalia      | Jennifer Berton        | The Power of Love           | Geëlimineerd          |

## Battles
|   | Coach        | Artiest                | Lied               | Resultaat             |
| - | ------------ | ---------------------- | ------------------ | --------------------- |
| 1 | Koen Wauters | Amy Yinkore            | Meant to be        | Geëlimineerd          |
| 1 | Koen Wauters | Ibe Wuyts              | Meant to be        | Door naar de liveshow |
| 2 | Koen Wauters | Rune Van Den Notenlaer | I need you know    | Door naar de liveshow |
| 2 | Koen Wauters | Brad Flies             | I need you know    | Geëlimineerd          |
| 3 | Koen Wauters | Tasha Nuyens           | Faith              | Geëlimineerd          |
| 3 | Koen Wauters | Wannes Lacroix         | Faith              | Door naar de liveshow |
| 1 | Bart Peeters | Rachel Ververs         | I'm still standing | Geëlimineerd          |
| 1 | Bart Peeters | Petra Hessing          | I'm still standing | Door naar de liveshow |
| 2 | Bart Peeters | Karim Lequenne         | White Room         | Door naar de liveshow |
| 2 | Bart Peeters | Wim Van Gennip         | White Room         | Geëlimineerd          |
| 3 | Bart Peeters | Samuel Mambu Nzinga    | Senorita           | Geëlimineerd          |
| 3 | Bart Peeters | Bram De Mets           | Senorita           | Door naar de liveshow |

|   | Coach        | Artiest                 | Lied                | Resultaat             |
| - | ------------ | ----------------------- | ------------------- | --------------------- |
| 1 | Alex Callier | Nisrine Rabhioui Simon  | Tightrope           | Geëlimineerd          |
| 1 | Alex Callier | Margarita Spirina       | Tightrope           | Door naar de liveshow |
| 2 | Alex Callier | Charlotte Nutkens       | Fade into you       | Door naar de liveshow |
| 2 | Alex Callier | Elise Kinget            | Fade into you       | Geëlimineerd          |
| 3 | Alex Callier | Glen Vanlangenaker      | Champagne Supernova | Geëlimineerd          |
| 3 | Alex Callier | Christophe Leenknecht   | Champagne Supernova | Door naar de liveshow |
| 1 | Natalia      | Daria van Bael          | Say Something       | Geëlimineerd          |
| 1 | Natalia      | Miroslav Gabor          | Say Something       | Door naar de liveshow |
| 2 | Natalia      | Jazz-Lynn Vanhemelrijck | Angel               | Door naar de liveshow |
| 2 | Natalia      | Elien Cauwelier         | Angel               | Geëlimineerd          |
| 3 | Natalia      | Benjamin Coveliers      | Hurt Somebody       | Geëlimineerd          |
| 3 | Natalia      | Fee Loobuyck            | Hurt Somebody       | Door naar de liveshow |

## Liveshows
|   | Coach        | Artiest                 | Lied                          | Resultaat                                          |
| - | ------------ | ----------------------- | ----------------------------- | -------------------------------------------------- |
| 1 | Natalia      | Jazz-Lynn Vanhemelrijck | Hurt                          | Door naar de liveshow 2 gekozen door coach         |
| 2 | Natalia      | Fee Loobuyck            | Say my name                   | Door naar de liveshow 2 gekozen de stemmen kijkers |
| 2 | Natalia      | Miroslav Gabor          | Don't you worry about a thing | Geëlimineerd                                       |
| 3 | Natalia      | Miroslav Gabor          | Don't you worry about a thing | Geëlimineerd                                       |
| 1 | Alex Callier | Margarita Spirina       | Anyone who knows what love is | Door naar de liveshow 2 gekozen door coach         |
| 2 | Alex Callier | Christophe Leenknecht   | Don't                         | Door naar de liveshow 2 gekozen de stemmen kijkers |
| 3 | Alex Callier | Charlotte Nutkens       | Owner of a Lonely Heart       | Geëlimineerd                                       |
| 1 | Bart Peeters | Petra Hessing           | Nothing breaks like a heart   | Door naar de liveshow 2 gekozen door coach         |
| 1 | Bart Peeters | Petra Hessing           | Nothing breaks like a heart   | Door naar de liveshow 2 gekozen de stemmen kijkers |
| 2 | Bart Peeters | Bram De Mets            | Be Alright                    |                                                    |
| 3 | Bart Peeters | Karim Lequenne          | Killer                        | Geëlimineerd                                       |
| 1 | Koen Wauters | Ibe Wuyts               | When The Party's Over         | Door naar de liveshow 2 gekozen door coach         |
| 2 | Koen Wauters | Wannes Lacroix          | What About Us                 | Door naar de liveshow 2 gekozen de stemmen kijkers |
| 3 | Koen Wauters | Rune Van Den Notenlaer  | I'll Be There                 |                                                    |
| 3 | Koen Wauters | Rune Van Den Notenlaer  | I'll Be There                 | Geëlimineerd                                       |

### Aflevering 2
| Rang | Coach        | Artiest    | Nummer                       | Resultaat                         |
| ---- | ------------ | ---------- | ---------------------------- | --------------------------------- |
| 1    | Bart Peeters | Bram       | "Walking on the Moon"        | Door naar liveshow drie (coach)   |
| 2    | Bart Peeters | Petra      | "Lovin' Whiskey"             | Uitgeschakeld                     |
| 3    | Koen Wauters | Wannes     | "HIM"                        | Door naar liveshow drie (publiek) |
| 4    | Koen Wauters | IBE        | "Little Things"              | Door naar liveshow drie (coach)   |
| 5    | Alex Callier | Christophe | "You And Your Sisters"       | Uitgeschakeld                     |
| 6    | Alex Callier | Margarita  | "She Said"                   | Door naar liveshow drie (coach)   |
| 7    | Natalia      | Fee        | "Don't Let Me Down"          | Door naar liveshow drie (publiek) |
| 8    | Natalia      | Jazz-Lynn  | "River Deep - Mountain High" | Door naar liveshow drie (jury)    |

### Halve finale
In de halve finale die plaatsvond op 17 mei 2019 kon enkel de kijker beslissen wie naar de finale ging. De artiesten zongen ook telkens een duet met hun coach. 
| Rang | Coach        | Artiest   | Nummer            | Resultaat     |
| ---- | ------------ | --------- | ----------------- | ------------- |
| 1    | Natalia      | Fee       | "Is This Love"    | Finalist      |
| 2    | Koen Wauters | Wannes    | "Never Enough"    | Finalist      |
| 3    | Natalia      | Jazz-Lynn | "Promise Me"      | Uitgeschakeld |
| 4    | Alex Callier | Margarita | "One Kiss"        | Uitgeschakeld |
| 5    | Koen Wauters | Ibe       | "Shotgun"         | Finalist      |
| 6    | Bart Peeters | Bram      | "Like I Love You" | Finalist      |

### Finale
De finale werd gespeeld door twee leden van Team Koen. Natalia en Bart hadden elk nog 1 lid over.
| Resultaat | Artiest | Coach        |
| --------- | ------- | ------------ |
| Winnaar   | IBE     | Koen Wauters |
| 2de       | Wannes  | Koen Wauters |
| 3de       | Bram    | Bart Peeters |
| 4de       | Fee     | Natalia      |